# Cyrtodactylus hikidai
Cyrtodactylus hikidai là một loài thằn lằn trong họ Gekkonidae. Loài này được Riyanto mô tả khoa học đầu tiên năm 2012.